# Antonio Poggi

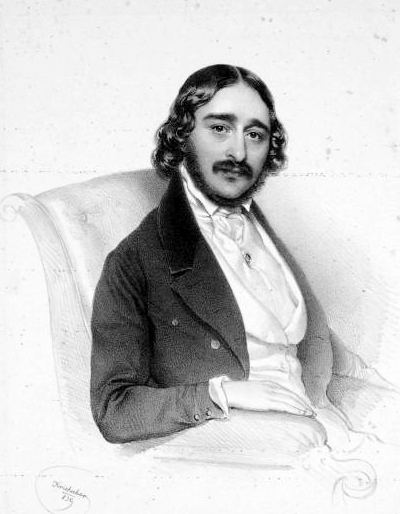
Antonio Poggi, incisione di Josef Kriehuber.

Antonio Poggi (Castel San Pietro Terme, 1806 – Bologna, 15 aprile 1875) è stato un tenore italiano che ebbe una intensa carriera internazionale fra il 1827 e il 1848. Egli è noto per aver creato dei nuovi ruoli in prime esecuzioni di opere di Gaetano Donizetti e Giuseppe Verdi. Fu sposato con il soprano Erminia Frezzolini dal 1841 al 1846.

## Biografia
Nato a Castel San Pietro Terme, Poggi studiò canto con Andrea Nozzari e violoncello con il maestro Coticelli. Debuttò sulle scene liriche nel 1827 all'Opéra di Parigi nel ruolo di Rodrigo ne La donna del lago di Gioachino Rossini; la sua prestazione non fu però apprezzata dal pubblico. Tuttavia, il 27 dicembre 1827 ebbe un buon successo al Teatro Comunale di Bologna nel ruolo di Pietro I di Russia ne Il falegname di Livonia di Giovanni Pacini. Questa prestazione gli aprì la porta ad un'importante carriera nei maggiori teatri d'opera italiani.
Nel 1828 Poggi tornò a Bologna, dove interpretò il ruolo di Emerico in Clotilde di Carlo Coccia e quello di Lindoro ne L'italiana in Algeri di Rossini. Tornò a cantare a Bologna nel 1832 nella prima bolognese de La straniera di Vincenzo Bellini (nel ruolo di Arturo) e ne I normanni a Parigi di Saverio Mercadante (nel ruolo di Odone). Nel 1829 esordì al Regio Teatro degli Avvalorati di Livorno, dove cantò il ruolo di Ramiro ne La Cenerentola di Rossini. A Padova nel 1832 cantò alla prima di Saraceni in Catania di Giuseppe Persiani. Il 9 settembre 1833 cantò alla prima di Torquato Tasso di Gaetano Donizetti' creando il ruolo di Roberto al Teatro Valle di Roma.
Nel 1834 esordì al Teatro alla Scala nel ruolo di Elvino ne La sonnambula di Bellini. Vi continuò a cantare fino al 1836, apparendo alla prima di La casa disabitata di Lauro Rossi, nel ruolo di Nemorino ne L'elisir d'amore di Donizetti e in quello di Lord Arturo Talbo alla prima italiana de I puritani di Bellini. Venne ingaggiato dal Teatro Apollo di Venezia per la stagione 1836-1837, dove cantò il ruolo di Don Pedro in Ines de Castro di Giuseppe Persiani, di Edgardo in Lucia di Lammermoor e quello di Elvino. Nello stesso teatro interpretò il ruolo di Ghino Degli Armieri alla prima di Pia de' Tolomei di Donizetti il 18 febbraio 1837.
Dal 1835 al 1840 Poggi cantò spesso al Theater am Kärntnertor di Vienna, dove fu molto ammirato nelle opere di Donizetti. Nel 1842 cantò al King's Theatre di Londra interpretando il ruolo di Oronte ne I Lombardi alla prima crociata di Giuseppe Verdi, che ricantò a Venezia e Firenze nel 1843 e ancora a Roma e Milano nel 1844. Il 15 febbraio 1845 creò il ruolo di Carlo VII alla prima mondiale di Giovanna d'Arco di Verdi, con sua moglie, Erminia Frezzolini, nel ruolo della protagonista. Cantò poi al Teatro alla Scala nel ruolo di Don Ottavio in Don Giovanni di Wolfgang Amadeus Mozart e in quello di Orombello in Beatrice di Tenda di Bellini, fra gli altri ruoli da lui interpretati. Nel suo ultimo anno di attività in Italia cantò a Bologna nel 1848. Subito dopo, durante un giro di concerti a San Pietroburgo, ebbe dei problemi alla gola che danneggiarono seriamente la sua voce e lo costrinsero ad abbandonare la carriera prematuramente. Visse per il resto della sua vita a Bologna, dove morì nel 1875.